# Mekarlaksana (Cikadu)
Mekarlaksana is een bestuurslaag in het regentschap Cianjur van de provincie West-Java, Indonesië. Mekarlaksana telt 3477 inwoners (volkstelling 2010).